# مجموعه میدان راه‌آهن
مجموعه میدان راه‌آهن مربوط به دوره پهلوی اول است و در تهران، خیابان شوش واقع شده و این اثر در تاریخ ۲۵ اسفند ۱۳۷۹ با شمارهٔ ثبتِ ۳۶۳۹ به‌عنوان یکی از آثار ملی ایران به ثبت رسیده‌ است.

## دسترسی و ترابری
- خیابان ولی‌عصر
- خیابان کارگر
- خیابان شوش
- ایستگاه راه‌آهن تهران
- ایستگاه متروی راه‌آهن